# NGC 4717
NGC 4717 est une galaxie spirale barrée située dans la constellation de la Vierge. Sa vitesse par rapport au fond diffus cosmologique est de 5 012 ± 30 km/s, ce qui correspond à une distance de Hubble de 73,9 ± 5,2 Mpc (∼241 millions d'al). NGC 4717 a été découverte par l'astronome allemand Wilhelm Tempel en 1882.
La classe de luminosité de NGC 4717 est I et elle présente une large raie HI.

## Groupe de NGC 4760

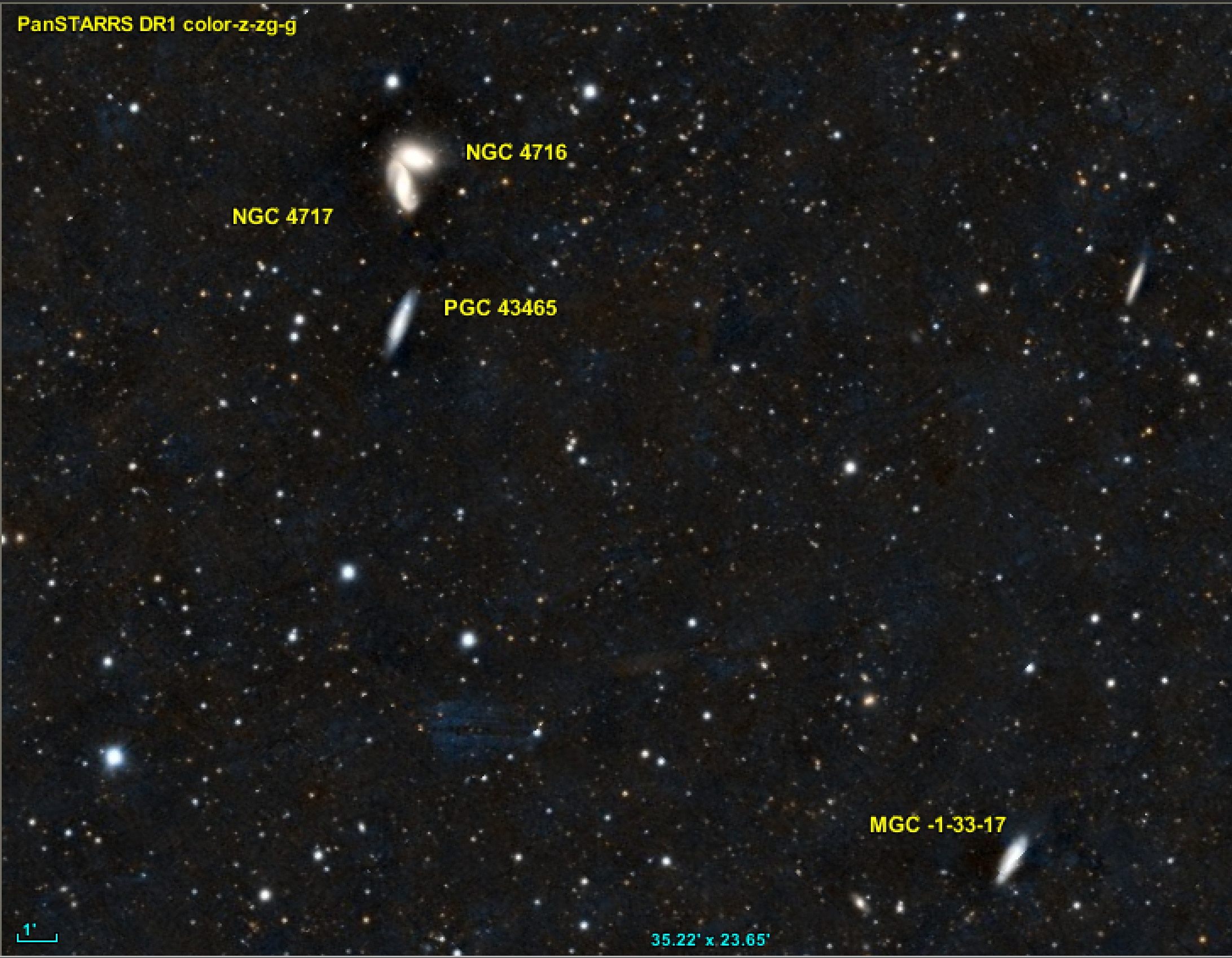
Le triplet de galaxies NGC 4716, NGC 4717, PGC 43465 et quatre des galaxies du groupe de NGC 4760. La galaxie NGC 4760 est un peu plus au sud et en dehors du cadre de l'image.

Selon A.M. Garcia, NGC 4717 fait partie du groupe NGC 4760. Ce groupe de galaxies compte au moins quatre membres. Les trois autres galaxies du groupe sont NGC 4716, NGC 4760 et MCG -1-33-17. D'autre part, NGC 4716, NGC 4717 et PGC 43465 forment un triplet de galaxies,. Le groupe de NGC 4760 compte donc au moins cinq galaxies.